# Filipe Neri Ferreira
Filipe Néri Ferreira (Recife, 20 de junho de 1783 — Recife, 2 de setembro de 1834) foi um militar, magistrado e político brasileiro.
Juiz, foi o primeiro chefe do Tribunal de Polícia de Pernambuco, criado em 1817. Participou da Revolução de 1817, como tenente, e quando preso foi enviado à Bahia. Libertado em 1821, retornou a Pernambuco.
Foi presidente da província da Paraíba logo antes da Confederação do Equador, de 9 de abril a 3 de julho de 1824.